# 竜美東
竜美東（たつみひがし）は、愛知県岡崎市の町名である。現行行政地名は竜美東一丁目から竜美東三丁目。

## 地理
岡崎市のやや南に位置する。主に住宅地を形成している。小字は置かれていない。

## 世帯数と人口
2019年（令和元年）5月1日現在の世帯数と人口は以下の通りである。
| 丁目         | 世帯数  | 人口    |
| ------------ | ------- | ------- |
| 竜美東一丁目 | 280世帯 | 661人   |
| 竜美東二丁目 | 283世帯 | 650人   |
| 竜美東三丁目 | 319世帯 | 691人   |
| 計           | 882世帯 | 2,002人 |

### 人口の変遷
国勢調査による人口の推移
| 1995年（平成7年）  | 2,000人 | [ 5 ] |  |
| 2000年（平成12年） | 2,093人 | [ 6 ] |  |
| 2005年（平成17年） | 2,088人 | [ 7 ] |  |
| 2010年（平成22年） | 2,072人 | [ 8 ] |  |
| 2015年（平成27年） | 2,015人 | [ 9 ] |  |

## 小・中学校の学区
市立小・中学校に通う場合、学区は以下の通りとなる。
| 丁目         | 番・番地等 | 小学校               | 中学校             |
| ------------ | ---------- | -------------------- | ------------------ |
| 竜美東一丁目 | 全域       | 岡崎市立竜美丘小学校 | 岡崎市立竜海中学校 |
| 竜美東二丁目 | 全域       | 岡崎市立竜美丘小学校 | 岡崎市立竜海中学校 |
| 竜美東三丁目 | 全域       | 岡崎市立竜美丘小学校 | 岡崎市立竜海中学校 |

## 歴史
額田郡明大寺村の一部を前身とする。合併や編入により、1916年には岡崎市明大寺町の一部となったが、1965年から始まる宅地開発以前は山林だった。
1965年、岡崎城（別名龍城）の巽（南東）の方角にある丘陵地帯であったことにちなみ、一帯が竜美ヶ丘と命名され、竜美ヶ丘土地区画整理組合が設立された。以後、域内の約8割が山林だった一帯が整備され、道路、公園、宅地などが設置、開発された。
1988年5月21日、大西町及び明大寺町の一部が独立し竜美東1丁目に、大西町の一部が独立して竜美東2丁目及び3丁目にそれぞれなった。明大寺町字神殿の地名が神殿公園に、大西町字広表の地名が広表緑地にそれぞれ残る。1989年、竜美ヶ丘土地区画整理組合解散。

### 史跡
- 神殿第1号墳
- 神殿第2号墳
- 神殿第3号墳
- 神殿第4号墳
- 神殿第5号墳

## 施設
一丁目
- 竜美ヶ丘公園
- 竜美丘東公民館
- 竜美丘学区こどもの家
- 岡崎市竜美丘児童育成センター

二丁目
- 第7号広表緑地

三丁目
- 竜美丘郵便局
- 岡崎恵みキリスト教会
- 神殿公園

## ギャラリー
- 竜美ヶ丘公園の展望台（1981年9月建設）
- 竜美丘学区こどもの家
- 岡崎恵みキリスト教会

## 交通
道路
- 竜美丘5号線
  - 会議所通り[14]

バス
- 名鉄バス岡崎南線

## その他

### 日本郵便
- 郵便番号 : 444-0878[3]（集配局：岡崎郵便局[15]）。

## 参考資料
- 「角川日本地名大辞典」編纂委員会 編『角川日本地名大辞典 23 愛知県』角川書店、1989年3月8日。ISBN 4-04-001230-5。
- 有限会社平凡社地方資料センター 編『日本歴史地名体系第23巻 愛知県の地名』平凡社、1981年。ISBN 4-582-49023-9。